# Саборност (часопис)
Саборност је часопис Епархије браничевске. Епархија га објављује од 1995. године. До 2007. године излазио је 2-3 пута годишње, а од 2007. излази нова серија, као теолошки годишњак. Од исте године часопис се  објављује као посебно издање и у електронској верзији. Сви текстови објављени у новој серији могу се преузети он-лајн, док су из старе серије (1995-2006) доступни само поједини чланци. На Листи категоризованих научних часописа за 2019. годину часопис се налази у групи друштвених наука - филозофија и теологија, у категорији водећих часописа националног значаја.

## Историја
Први број часописа Саборност изашао је 1995. године и представља први издавачки подухват Епархије у том периоду. Од првог броја, закључно са 2006. годином, часопис је излазио као часопис Епархије Браничевске, да би 2007. прерастао у теолошки годишњак, часопис који се на Листи категоризованих научних часописа налази у категорији часописа од националног значаја. Исте године покренут је и електронски часопис Саборност као посебно издање.

## Уредништво
Часопис уређује Одбор за просвету и културу Епархије пожаревачко-браничевске. Од првог броја часописа главни и одговорни уредник био је Радомир Милошевић. Њега је на том месту 2002. године заменио Дејан Ивковић. Од 2009. године на месту главног и одговорног уредника налази се Игнатије Мидић.